# Langenenslingen
Langenenslingen è un comune tedesco di 3 618 abitanti situato nel land del Baden-Württemberg.